# Адриан II
Адриан II (лат. Hadrianus PP. II; 792, Рим — 14 декабря 872) — папа римский с 14 декабря 867 года по 14 декабря 872 года.

## Биография
Родился в Риме, был родственником пап Стефана IV (V) и Сергия II. Став папой с третьей попытки, Адриан поддерживал, но с меньшей энергией, политику своего предшественника Николая I.

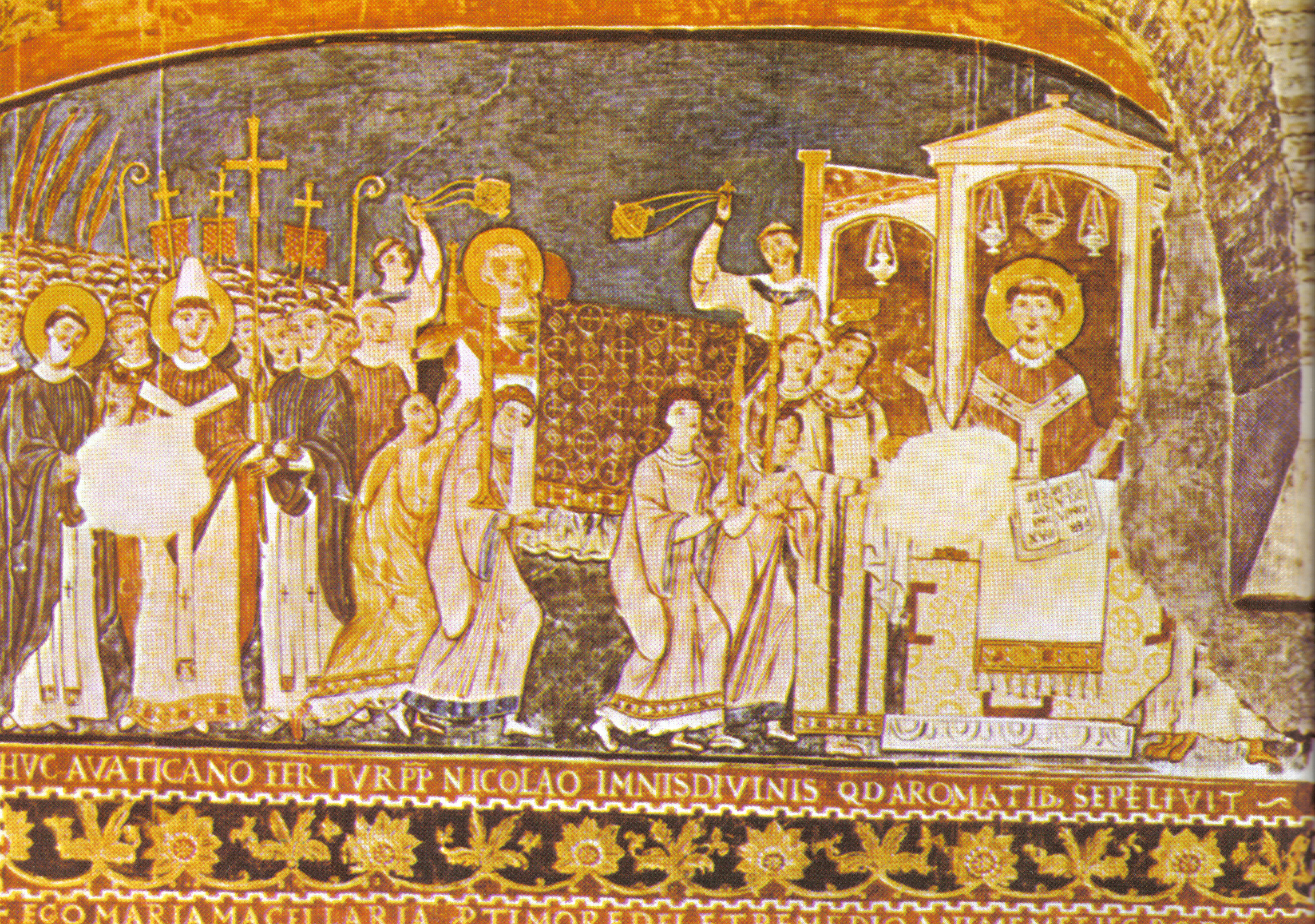
Святые Кирилл и Мефодий вносят мощи святого Климента в Рим. Фреска XI века из Базилики Святого Климента

Через несколько дней после его вступления на престол, в Рим прибыли Кирилл и Мефодий с мощами Папы Климента I. Адриан торжественно встретил братьев, освятил переведённые на старославянский язык книги и распорядился провести в Риме славянские литургии. Среди римских богословов имелась точка зрения, что христианское богослужение может совершаться только на трёх языках: еврейском, греческом и латинском, на которых была надпись на Кресте Господнем. Однако, стремясь ослабить набиравших силу императоров из германских династий, Римские папы, избираемые часто из местных италийцев, поддерживали миссию среди славянских народов и признавали право славян использовать родной язык в богослужении. После смерти Кирилла в 869 году, Адриан II назначил Мефодия архиепископом Паннонским и Моравским.
Лотарь II, король Лотарингии умер в 869 году и оставил Адриана в качестве посредника между франкскими королями с целью обеспечения наследования земель Лотаря его братом, императором Запада Людовиком II.
В 869 году Адриан осудил действия патриарха Константинопольского Фотия I против папского престола. Фотий вскоре после совета, на котором он анафемствовал папу Николая I, был изгнан из патриархии новым императором, Василием Македонянином, который благоприятствовал его сопернику Игнатию. Был созван Четвёртый Константинопольский собор (католической церковью считается восьмым Вселенским Собором), чтобы решить этот вопрос. На этом соборе Адриан был представлен легатами, которые ратовали за осуждение Фотия как еретика, но не преуспел в этом.
Адриан запретил брак духовным лицам.
Имел жену и дочь. Один высокопоставленный священнослужитель, Элевферий, попросил у папы руки дочери для своего сына. Получив отказ, он похитил и убил жену и дочь Адриана II. Преступник был пойман и умер в папской тюрьме.
Адриан умер в 872 году, ровно через пять лет понтификата.